# Grenada na Letnich Igrzyskach Olimpijskich 2012
Grenadę na Letnich Igrzyskach Olimpijskich 2012, które odbyły się w Londynie, reprezentowało 10 zawodników.

## Zdobyte medale
| Medal | Zawodnik     | Dyscyplina    | Konkurencja   | Data       |
| ----- | ------------ | ------------- | ------------- | ---------- |
| Złoto | Kirani James | Lekkoatletyka | bieg na 400 m | 6 sierpnia |

## Reprezentanci

### Lekkoatletyka
Mężczyźni
| Zawodnik            | Konkurencja | Eliminacje      | Eliminacje      | Ćwierćfinał | Ćwierćfinał | Półfinał      | Półfinał      | Finał         | Finał         |               |
| Zawodnik            | Konkurencja | Wynik           | Miejsce         | Wynik       | Miejsce     | Wynik         | Miejsce       | Wynik         | Miejsce       |               |
| ------------------- | ----------- | --------------- | --------------- | ----------- | ----------- | ------------- | ------------- | ------------- | ------------- | ------------- |
| Rondell Bartholomew | 400 m       | Nie wystartował | Nie wystartował |             |             | Nie awansował | Nie awansował | Nie awansował | Nie awansował | Nie awansował |
| Kirani James        | 400 m       | 45,23           | 1.              |             |             | 44,59         | 1.            | 43,94         |               |               |
| Joel Redhead        | 200 m       | 21,22           | 8.              |             |             | Nie awansował | Nie awansował | Nie awansował | Nie awansował | Nie awansował |
| Paul Williams       | 100 m       | 10,65           | 7.              |             |             | Nie awansował | Nie awansował | Nie awansował | Nie awansował | Nie awansował |

Dziesięciobój
| Zawodnik   | Konkurencja | 100 m | LJ   | SP    | HJ   | 400 m | 110H            | DT              | PV              | JT              | 1500 m          | Finał        | Miejsce      |
| ---------- | ----------- | ----- | ---- | ----- | ---- | ----- | --------------- | --------------- | --------------- | --------------- | --------------- | ------------ | ------------ |
| Kurt Felix | Wynik       | 11,32 | 7,63 | 13,28 | 2,05 | 50,17 | Nie wystartował | Nie wystartował | Nie wystartował | Nie wystartował | Nie wystartował | Nie ukończył | Nie ukończył |
| Kurt Felix | Punkty      | 834   | 967  | 684   | 850  | 807   | Nie wystartował | Nie wystartował | Nie wystartował | Nie wystartował | Nie wystartował | Nie ukończył | Nie ukończył |

Kobiety
| Zawodniczka           | Konkurencja | Eliminacje       | Eliminacje       | Ćwierćfinał | Ćwierćfinał | Półfinał       | Półfinał       | Finał          | Finał          |                |
| Zawodniczka           | Konkurencja | Wynik            | Miejsce          | Wynik       | Miejsce     | Wynik          | Miejsce        | Wynik          | Miejsce        |                |
| --------------------- | ----------- | ---------------- | ---------------- | ----------- | ----------- | -------------- | -------------- | -------------- | -------------- | -------------- |
| Kanika Beckles        | 400 m       | Nie wystartowała | Nie wystartowała |             |             | Nie awansowała | Nie awansowała | Nie awansowała | Nie awansowała | Nie awansowała |
| Neisha Bernard-Thomas | 800 m       | 2:03,23          | 6.               |             |             | 2:00,68        | 8.             | Nie awansowała | Nie awansowała |                |
| Janelle Redhead       | 200 m       | 23,08            | 3.               |             |             | 23,51          | 8.             | Nie awansowała | Nie awansowała |                |

### Pływanie
Mężczyźni
| Zawodnik     | Konkurencja           | Eliminacje | Eliminacje | Półfinał      | Półfinał      | Finał         | Finał         |
| Zawodnik     | Konkurencja           | Wynik      | Miejsce    | Wynik         | Miejsce       | Wynik         | Miejsce       |
| ------------ | --------------------- | ---------- | ---------- | ------------- | ------------- | ------------- | ------------- |
| Esau Simpson | 100 m stylem dowolnym | 53.26      | 43         | Nie awansował | Nie awansował | Nie awansował | Nie awansował |

### Taekwondo
Kobiety
| Zawodniczka        | Konkurencja | 1/16                | Ćwierćfinał         | Półfinał            | Repasaż 1           | Repasaż 2           | Finał               | Finał          |
| Zawodniczka        | Konkurencja | Przeciwniczka Wynik | Przeciwniczka Wynik | Przeciwniczka Wynik | Przeciwniczka Wynik | Przeciwniczka Wynik | Przeciwniczka Wynik | Miejsce        |
| ------------------ | ----------- | ------------------- | ------------------- | ------------------- | ------------------- | ------------------- | ------------------- | -------------- |
| Andrea St. Bernard | - 67 kg     | Tatar P 1–5         | Nie awansowała      | Nie awansowała      | McPherson P 2–15    | Nie awansowała      | Nie awansowała      | Nie awansowała |